# Antiphos (Sohn des Aigyptios)
Antiphos (altgriechisch Ἄντιφος Ántiphos) ist eine Person der griechischen Mythologie.
Der in Homers Odyssee erwähnte Antiphos stammte aus Ithaka und war ein Sohn des alten, erfahrenen Helden Aigyptios. Sein Bruder Eurynomos war einer der Freier von Odysseus’ Gattin Penelope. Antiphos nahm am Trojanischen Krieg teil, kämpfte gegen Eurypylos, tötete dessen Gefährten Meilanion und konnte seiner Verfolgung entkommen.
Er gehörte nach dem Kriegsende zu den Begleitern des Odysseus auf dessen langen Irrfahrten in die Heimat. Als sie auf der Insel des gigantischen Kyklopen Polyphem landeten und in dessen Höhle gefangengesetzt wurden, verzehrte Polyphem mehrere von Odysseus’ Gefährten, darunter zuletzt auch Antiphos.